# Yaritza Martínez
Yaritza Martínez (* 3. Februar 2000) ist eine kubanische Leichtathletin, die sich auf den Hammerwurf spezialisiert hat.

## Sportliche Laufbahn
Erste internationale Erfahrungen sammelte Yaritza Martínez im Jahr 2017, als sie bei den U18-Weltmeisterschaften in Nairobi mit einer Weite von 69,75 m mit dem leichteren 3-kg-Hammer die Silbermedaille gewann. Im Jahr darauf gewann sie dann bei den U20-Weltmeisterschaften in Tampere mit 63,82 m die Bronzemedaille und anschließend sicherte sie sich auch bei den Zentralamerika- und Karibikspielen in Barranquilla mit 61,44 m die Bronzemedaille und musste sich damit nur der Venezolanerin Rosa Rodríguez und ihrer Landsfrau Elianis Despaigne geschlagen geben. 2019 klassierte sie sich bei den Panamerikanischen Spielen in Lima mit 65,91 m auf dem siebten Platz und 2021 siegte sie bei den erstmals ausgetragenen Panamerikanischen Juniorenspielen in Cali mit einem Wurf auf 67,47 m. Im Jahr darauf belegte sie bei den NACAC-Meisterschaften in Freeport mit 62,89 m den vierten Platz und 2023 wurde sie bei den Zentralamerika- und Karibikspielen in San Salvador mit 64,99 m ebenfalls Vierte. Anschließend gelangte sie bei den Panamerikanischen Spielen in Santiago de Chile mit 61,02 m auf Rang sechs.